# سادرن کلیفرنیا ادیسن
سادرن کلیفرنیا ادیسن (انگلیسی: Southern California Edison) بزرگترین شرکت دختر ادیسون اینترنشنال (NYSE: EIX), و شرکت تأمین برق اصلی بیشتر جنوب کالیفرنیا، آمریکا است. این شرکت برای ۱۴ میلیون نفر در منطقه‌ای با مساحت در حدود ۵۰۰۰۰ مایل مربع برق تأمین می‌کند. به هر روی، شرکت‌های اداره آب و قدرت لس آنجلس، گاز و برق سن دیگو، بخش آبیاری ایمپریال و شرکت‌های برق کوچک‌تر شهرداری‌ها به بخش‌های بزرگی از منطقه جنوب کالیفرنیا خدمات رسانی می‌کنند. بخش شمالی ایالت عموماً به وسیلهٔ پی‌جی اند ای سن فرنسیسکو خدمات رسانی می‌شود.

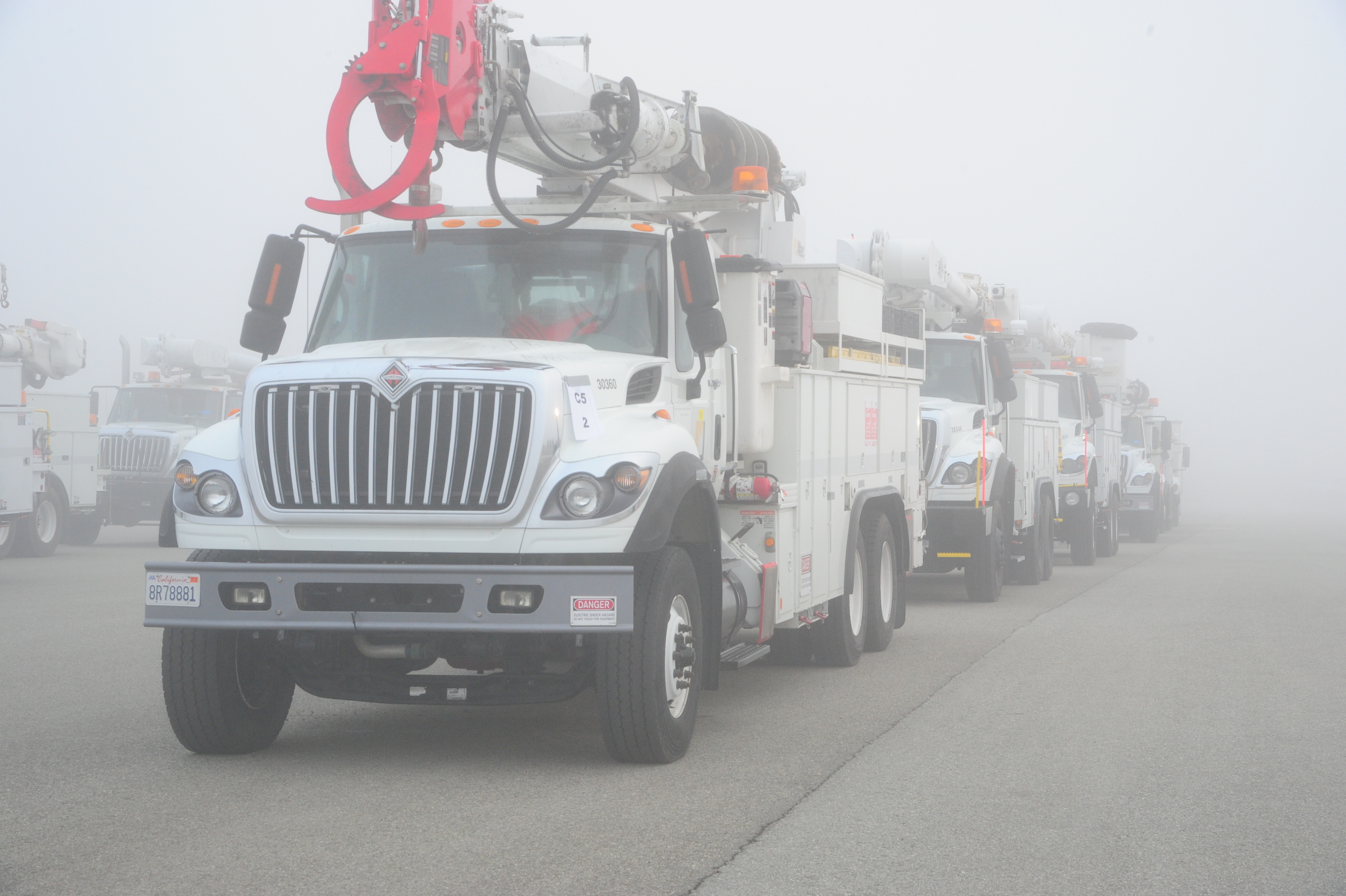